# Moiré du Simplon
Pour les articles homonymes, voir Moiré.
Erebia christi
Espèce
Statut de conservation UICN

 VU B2ab(iii,v) : Vulnérable
Statut CITES
Le Moiré du Simplon (Erebia christi) est un lépidoptère appartenant à la famille des Nymphalidae, à la sous-famille des Satyrinae et au genre Erebia.

## Dénomination
Erebia christi a été nommé par August Rätzer en 1890.

### Noms vernaculaires
Le Moiré du Simplon se nomme Raetzer's Ringlet en anglais.

## Description
Le Moiré du Simplon est un petit papillon marron foncé pour le mâle, marron plus clair pour la femelle, avec une bande postmédiane orange à tout petits points noirs.
Le revers est semblable avec aux postérieures une aire postdiscale plus claire.

## Biologie

### Période de vol et hivernation
La chenille hiverne durant deux hivers.
Le Moiré  du Simplon vole de fin juin à août.

### Plantes hôtes
La plante hôte de sa chenille est une fétuque, Festuca ovina

## Écologie et distribution
Il n'est présent qu'en Suisse au sud du col du Simplon et en Italie (Alpe Veglia et Vallée Antrona).

### Biotope
Il réside sur les pentes rocheuses herbues et embuissonnées.

## Protection
Le Moiré du Simplon est inscrit sur la liste des insectes strictement protégés de l'annexe 2 de la Convention de Berne. Il est noté vulnérable sur le Red Data Book